# おおぞらモード
おおぞらモードは、日本の男女お笑いコンビ。浅井企画所属。

## メンバー
もリ スみか（本名：森 純香、1994年1月13日（31歳） - ）
ボケ担当。
神奈川県横浜市出身、文教大学健康栄養学部中退。身長146 cm、体重55 kg。足のサイズ23.5 cm。血液型はB型。
趣味はご飯を食べる、絵を描く（中高6年間美術部所属）、どうぶつの森。特技は50音から言われた文字で好きな食べ物を言う、指定された秒数であやとりの「箒」を作る。
普通自動車免許、英検準2級、スキー検定3級、漢検3級、数検3級、パソコン検定3級の資格を所持している。
ワタナベコメディスクール20期出身。養成所を出た後はすぐ芸人にならず、5年ほど経ってからデビューした。
緊張しやすい性格で、常にスカートを握りしめていたり照明が眩しい時は大体目を瞑っている。
劇団ひとりから「コンビ解散していかちゃんと組むのが一番いい」と助言された。
相方・長山のことは友達として認識しており、一緒にご飯へ誘ってくれたりするという。
『女芸人No.1決定戦 THE W』にはピン芸人として出場。

長山 アカリップ（ながやま アカリップ、1994年1月8日（31歳） - ）
ツッコミ・ネタ作り担当。
旧芸名:長山 竜一郎（ながやま りゅういちろう）
千葉県八千代市出身、江戸川大学メディアコミュニケーション学部マス・コミュニケーション学科卒業。身長173 cm、体重62 kg。BWHはそれぞれ84・81・107。足のサイズ26.5 cm。血液型はA型。
趣味は日本酒（日本酒居酒屋でバイト中のため多少の日本酒知識を持つ）・古着屋巡り、料理の写真をInstagramに上げる。特技はオカリナ演奏、人の帽子を小さく見せる。
普通自動車免許、剣道三段を所持している。
浅草を中心に活動する劇団『劇団ひゃくてん満点』の脚本および演出を務めている。
Twitterのアカウント名はmanzaiinochi（漫才命）、旧アカウントはwaraiinochi（笑い命）。
相方・もリにちょっかいを出すような男は断じて許さないが、劇団ひとりやおぎやはぎから「相方を利用して売れようとしているのでは?」と疑いの目で見られた。
本人曰く、杉並区お笑いだいすっき町1-1-1お笑いビル1500号室在住。

## 来歴
長山はもともとフリーとして「エピソードワン」や、高校の同級生とのコンビ「ノーガットラケット」として活動。大学卒業までは文教大学お笑いサークルびぃんBackに所属していた。卒業後は相方募集掲示板で知り合ったテツアサクラとコンビ「茶壺」を組んでいた。
もリは極度の緊張しいかつネガティブな性格から、課題のために「レポート貸して」と言い出せず大学を中退。友達も少なかったことからバラエティ番組を観るだけが唯一の楽しみで、もし自分と同じような子がいたら同じ楽しみを作ってあげたいと考えて芸人の道を選んだ。
結成のきっかけを作ったのはシマダネズミ（アベコベ三脈、元シマウマフック）。長山はもリとは最初お試しのつもりでコンビを結成し、相方探しの最中は売れたい気持ちで一杯だったがもリの話を聞いている内、「守ってやりてぇな」と思うようになったという。
コンビ名を「あおぞらモード」と間違えられることが多いため、YouTubeチャンネルの名称は「おおぞらモードの【not】あおぞらモード」となっている。

## 芸風
主に漫才。M-1グランプリ2024では3回戦に進出。コントをすることもあり、キングオブコント2024では準決勝に進出。「哀愁と愛嬌を併せ持つもリちゃんを楽しませるために長山が奮闘する」と評される。コントでは長山が女装する設定が多い。

## 賞レースでの戦績

### M-1グランプリ
| 年度             | 結果      | No. | 備考                                 |
| ---------------- | --------- | --- | ------------------------------------ |
| 2020年（第16回） | 2回戦進出 | 134 |                                      |
| 2021年（第17回） | 2回戦進出 | 939 | 1回戦敗退後、再エントリーで2回戦進出 |
| 2022年（第18回） | 2回戦進出 | 143 |                                      |
| 2023年（第19回） | 2回戦進出 | 233 |                                      |
| 2024年（第20回） | 3回戦進出 | 673 |                                      |

### その他
- 2024年 キングオブコント 準決勝進出
- 2025年 マイナビLaughter Night 5月度月間チャンピオン[15]
- 2025年 キングオブコント 準決勝進出[16]

## 出演
- ゴッドタン（テレビ東京）2020年8月15日[3]
- おじさん爆弾（テレ朝チャンネル）- 2020年12月23日「お笑い第8世代を探せ!O-1グランプリ2020」出演[17]
- 中居大輔と本田翼と夜な夜なラブ子さん（TBS）- 2021年8月21日、もリのみ[18]

### 配信番組
- GUNDAM CARD GAME –Link Station–(2025年4月12日 - 、【OFFICIAL】GUNDAM CARD GAME CHANNEL/YouTube) ゲスト出演